# اوهرتسه (ناحیه پلزن-شمالی)
اوهرتسه (به چکی: Úherce) یک منطقهٔ مسکونی در جمهوری چک است که در ناحیه پلزن-شمالی واقع شده‌است. اوهرتسه ۷٫۹۸ کیلومتر مربع مساحت و ۲۷۳ نفر جمعیت دارد و ۳۴۱ متر بالاتر از سطح دریا واقع شده‌است.